# Lingshou (Shijiazhuang)
Der Kreis Lingshou (chinesisch 灵寿县, Pinyin Língshòu Xiàn) ist ein Kreis der bezirksfreien Stadt Shijiazhuang in der chinesischen Provinz Hebei. Die Fläche beträgt 1.066 Quadratkilometer und die Einwohnerzahl 333.558 (Stand: Zensus 2010).
Die Pagode des Youju-Tempels (Youju si ta 幽居寺塔) aus der Zeit der Nördlichen Qi-Dynastie steht seit 2001 auf der Liste der Denkmäler der Volksrepublik China (5-212).